# Jednostka użyteczności publicznej
Jednostka użyteczności publicznej - jest to urząd państwowy lub instytucja służąca zaspokajaniu potrzeb społecznych. Przykładami obiektów użyteczności publicznej są:
- Szpitale
- Szkoły
- stacje pogotowia ratunkowego
- zawodowa straż pożarna
- banki
- komendy policji
- obiekty wojskowe
- urzędy państwowe
- ośrodki przetwarzania danych (ETO)
- obiekty łączności
- kina, teatry